# OR11H4
OR11H4 (англ. Olfactory receptor family 11 subfamily H member 4) – білок, який кодується однойменним геном, розташованим у людей на короткому плечі 14-ї хромосоми. Довжина поліпептидного ланцюга білка становить 324 амінокислот, а молекулярна маса — 36 886.
| 10         |  | 20         |  | 30         |  | 40         |  | 50         |
| ---------- |  | ---------- |  | ---------- |  | ---------- |  | ---------- |
| MSFFFVDLRP |  | MNRSATHIVT |  | EFILLGFPGC |  | WKIQIFLFSL |  | FLVIYVLTLL |
| GNGAIIYAVR |  | CNPLLHTPMY |  | FLLGNFAFLE |  | IWYVSSTIPN |  | MLVNILSKTK |
| AISFSGCFLQ |  | FYFFFSLGTT |  | ECLFLAVMAY |  | DRYLAICHPL |  | QYPAIMTVRF |
| CGKLVSFCWL |  | IGFLGYPIPI |  | FYISQLPFCG |  | PNIIDHFLCD |  | MDPLMALSCA |
| PAPITECIFY |  | TQSSLVLFFT |  | SMYILRSYIL |  | LLTAVFQVPS |  | AAGRRKAFST |
| CGSHLVVVSL |  | FYGTVMVMYV |  | SPTYGIPTLL |  | QKILTLVYSV |  | TTPLFNPLIY |
| TLRNKDMKLA |  | LRNVLFGMRI |  | RQNS       |  |            |  |            |

A: Аланін

C: Цистеїн

D: Аспарагінова кислота

E: Глутамінова кислота

F: Фенілаланін

G: Гліцин

H: Гістидин

I: Ізолейцин

K: Лізин

L: Лейцин

M: Метіонін

N: Аспарагін

P: Пролін

Q: Глутамін

R: Аргінін

S: Серин

T: Треонін

V: Валін

W: Триптофан

Кодований геном білок за функціями належить до рецепторів, g-білокспряжених рецепторів, білків внутрішньоклітинного сигналінгу. 
Локалізований у клітинній мембрані, мембрані.